# Schnappschildkröte

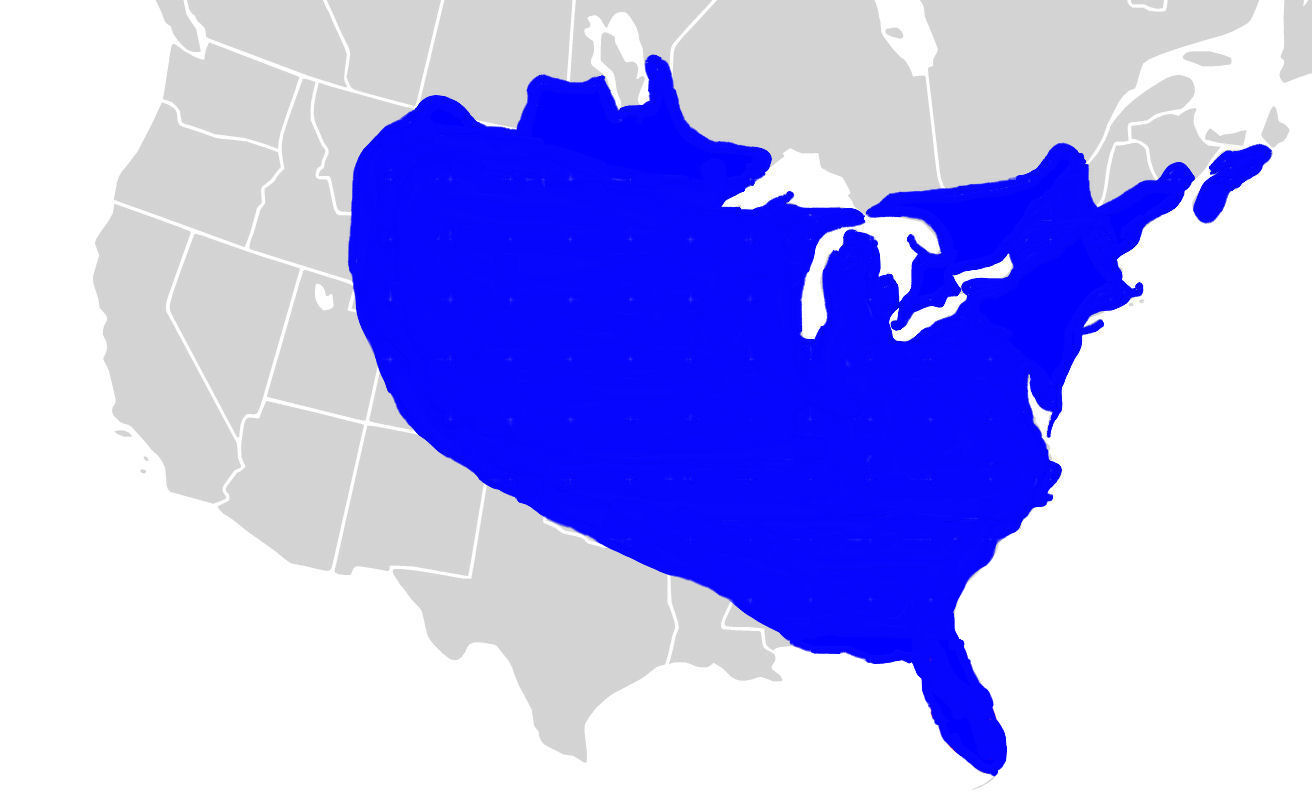
Ursprüngliches Verbreitungsgebiet: Weite Teile Nordamerikas

Die Schnappschildkröte (Chelydra serpentina), auch Amerikanische Schnappschildkröte genannt, ist eine Art aus der Gattung der Schnappschildkröten (Chelydra) innerhalb der Familie der Alligatorschildkröten (Chelydridae). Sie ist in ihrer Verbreitung auf Nordamerika beschränkt.

## Beschreibung

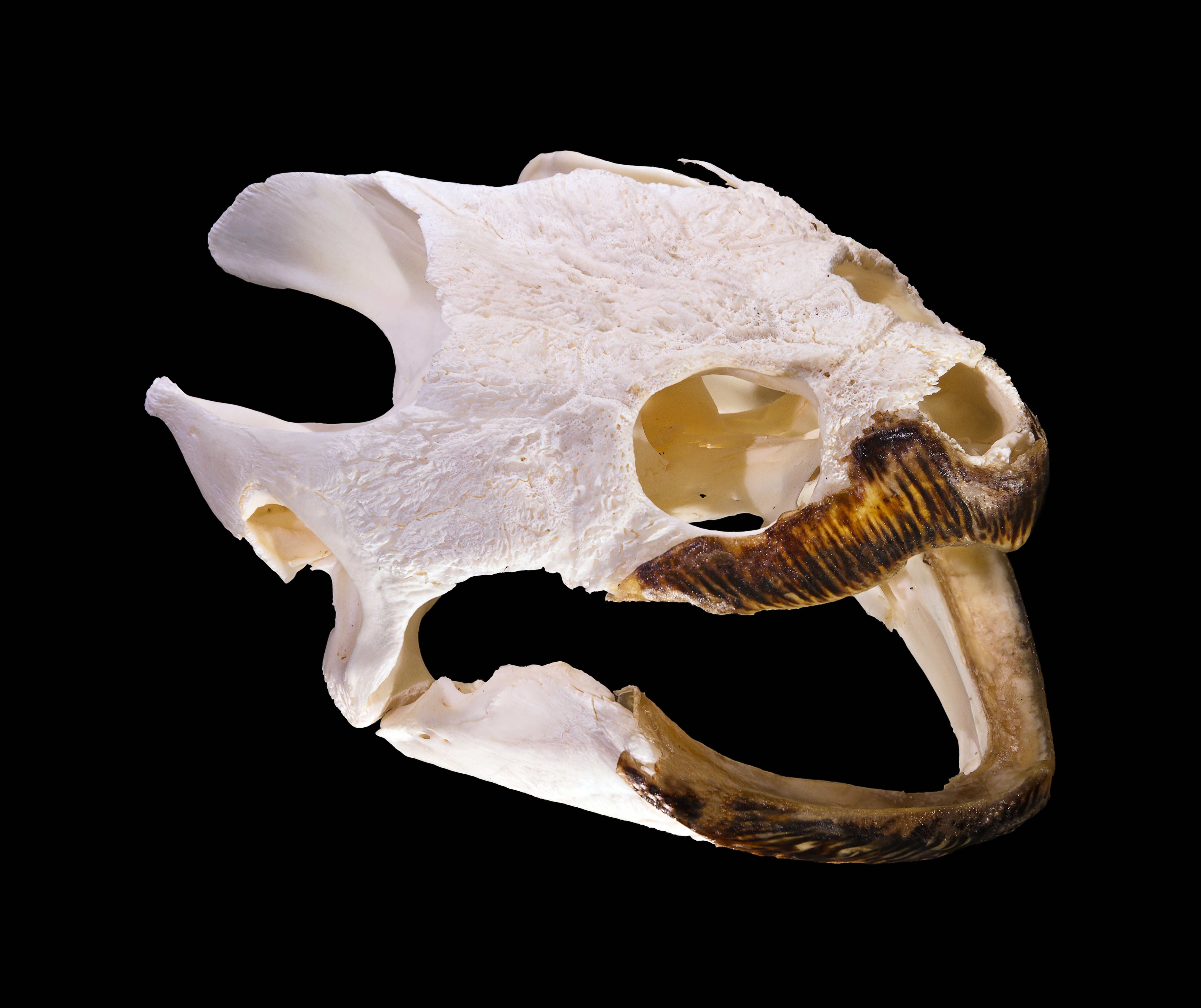
Schädel

Die Schnappschildkröte erreicht mit einer maximalen Länge (des Rückenpanzers) von 45 cm ein Gewicht von 16 kg. Sie hat einen massiven Körperbau. Der Rückenpanzer ist dunkel, mit drei (im Alter oft abgeriebenen) Längskielen. Der Brustpanzer ist vergleichsweise klein und nur durch ein schmales Band mit dem Rückenpanzer verbunden. Die Schnappschildkröte kann sich daher nicht vollständig in den Panzer zurückziehen. Der massige Kopf ist gut beweglich, der kräftige Schnabel der Schnappschildkröte kann weit reichen. Der Schwanz ist so lang wie der Rückenpanzer. Er hat auf der Oberseite grob gezähnte Hornzacken. Ausgewachsene Männchen sind deutlich größer als Weibchen und der Abstand zwischen Bauchpanzer und Kloake ist größer.

## Lebensraum

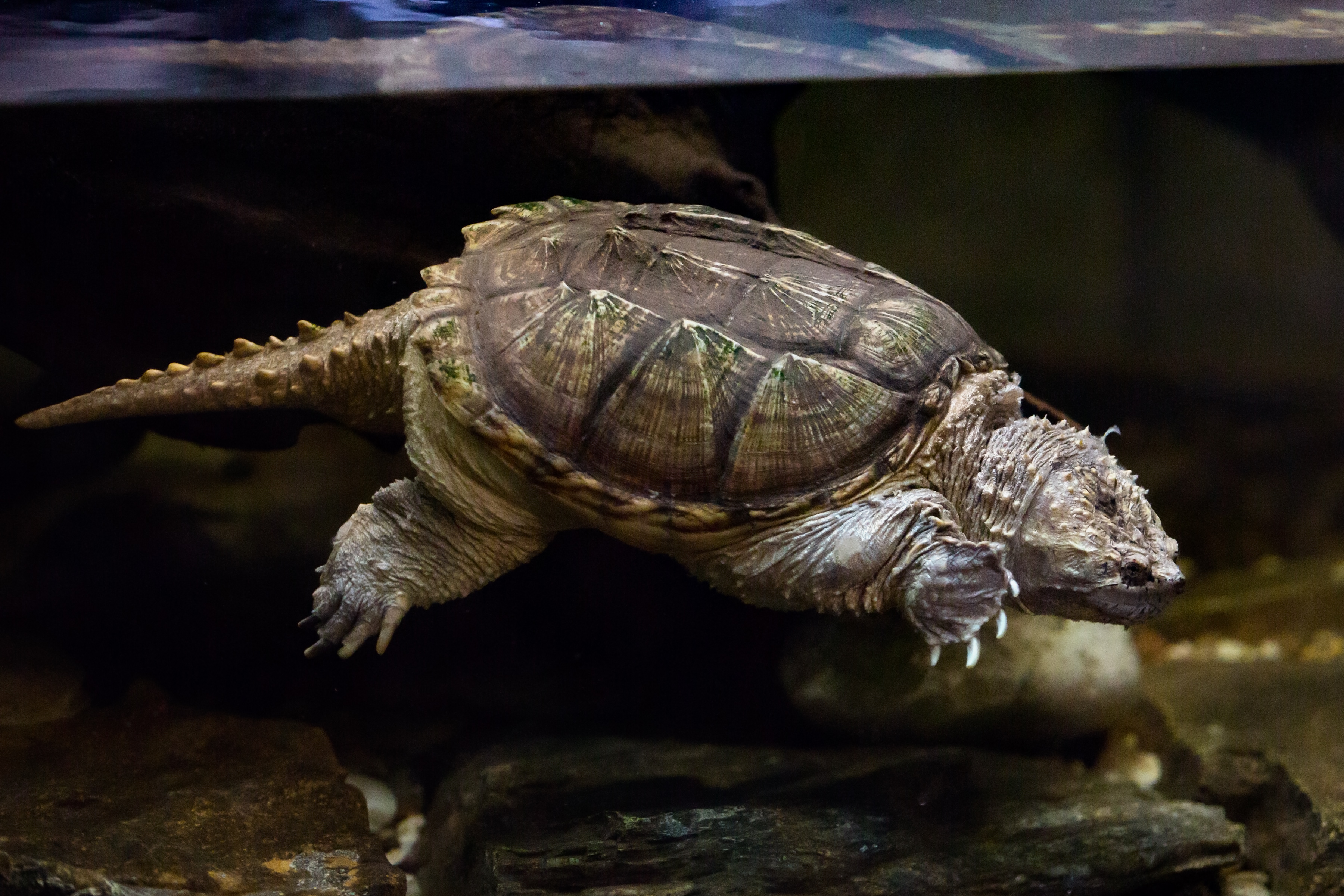
Tauchende Schnappschildkröte

Die Schnappschildkröte lebt in langsam fließenden Gewässern, schlammigen Seen, Teichen und Tümpeln mit morastigem Grund. Die genutzten Gewässer weisen alle einen dichten Pflanzenbewuchs auf. Schnappschildkröten liegen meist versteckt im Schlamm oder zwischen Pflanzen. Sie unternehmen gelegentlich Wanderungen von einigen Kilometern über Land, oft auf der Suche nach neuen Gewässern.
In ihrem nördlichen Verbreitungsgebiet überwintert die Schnappschildkröte eingegraben im Gewässerboden. Der Stoffwechsel ist (aufgrund der tiefen Temperaturen) stark reduziert; der Gasaustausch geschieht über die Haut.

## Nahrung
Schnappschildkröten verbringen viel Zeit auf dem Grund von Gewässern, teilweise in Schlamm vergraben, auf Beute lauernd. Daneben sind sie aber auch gute Schwimmer, die aktiv Fischen, Amphibien, Reptilien und Wasservögeln nachstellen. Schnappschildkröten gehen gelegentlich nachts an Land, wo sie auch kleine Säugetiere fressen; daneben nehmen sie auch Aas zu sich.

## Fortpflanzung

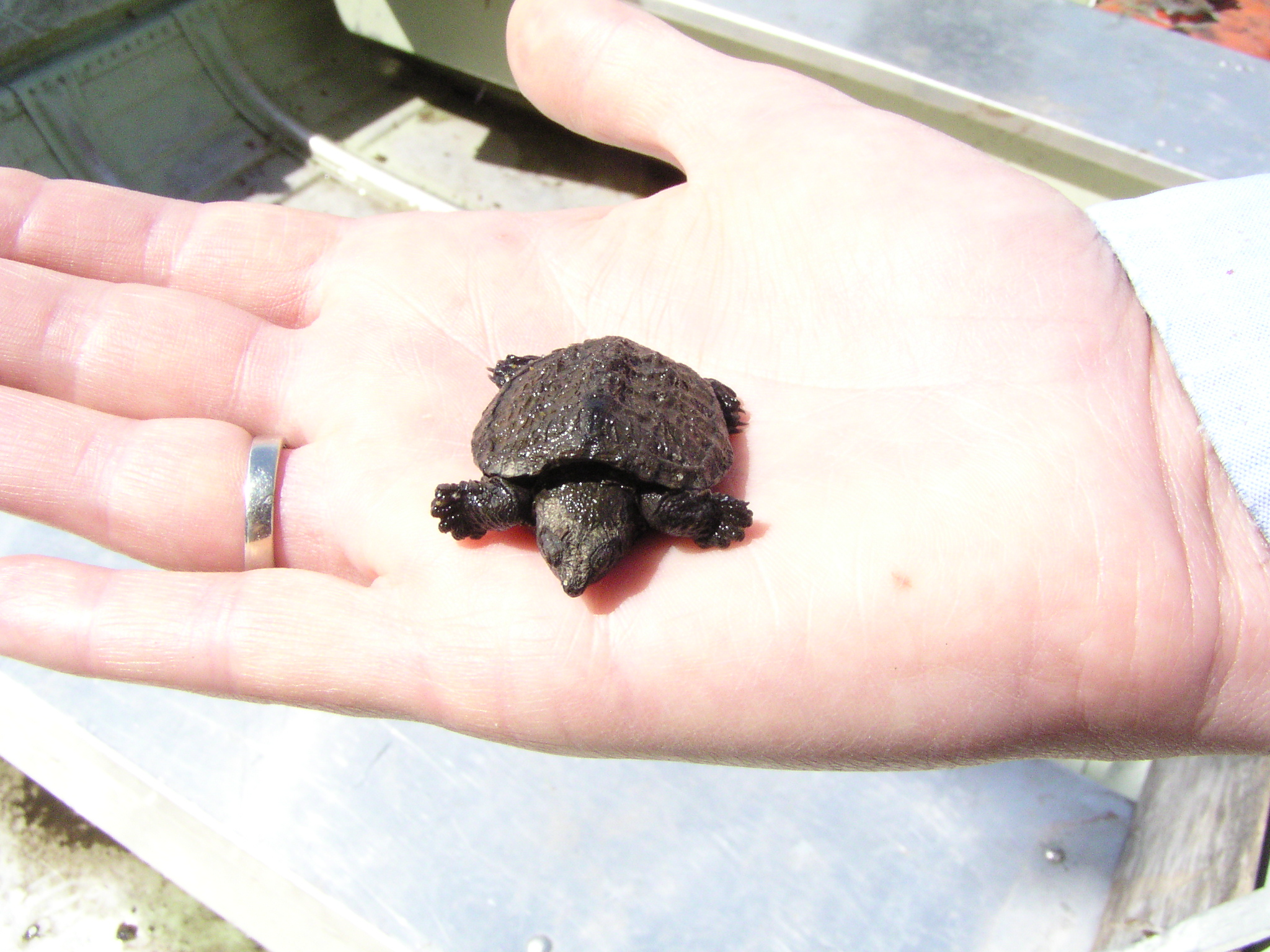
Jungtier

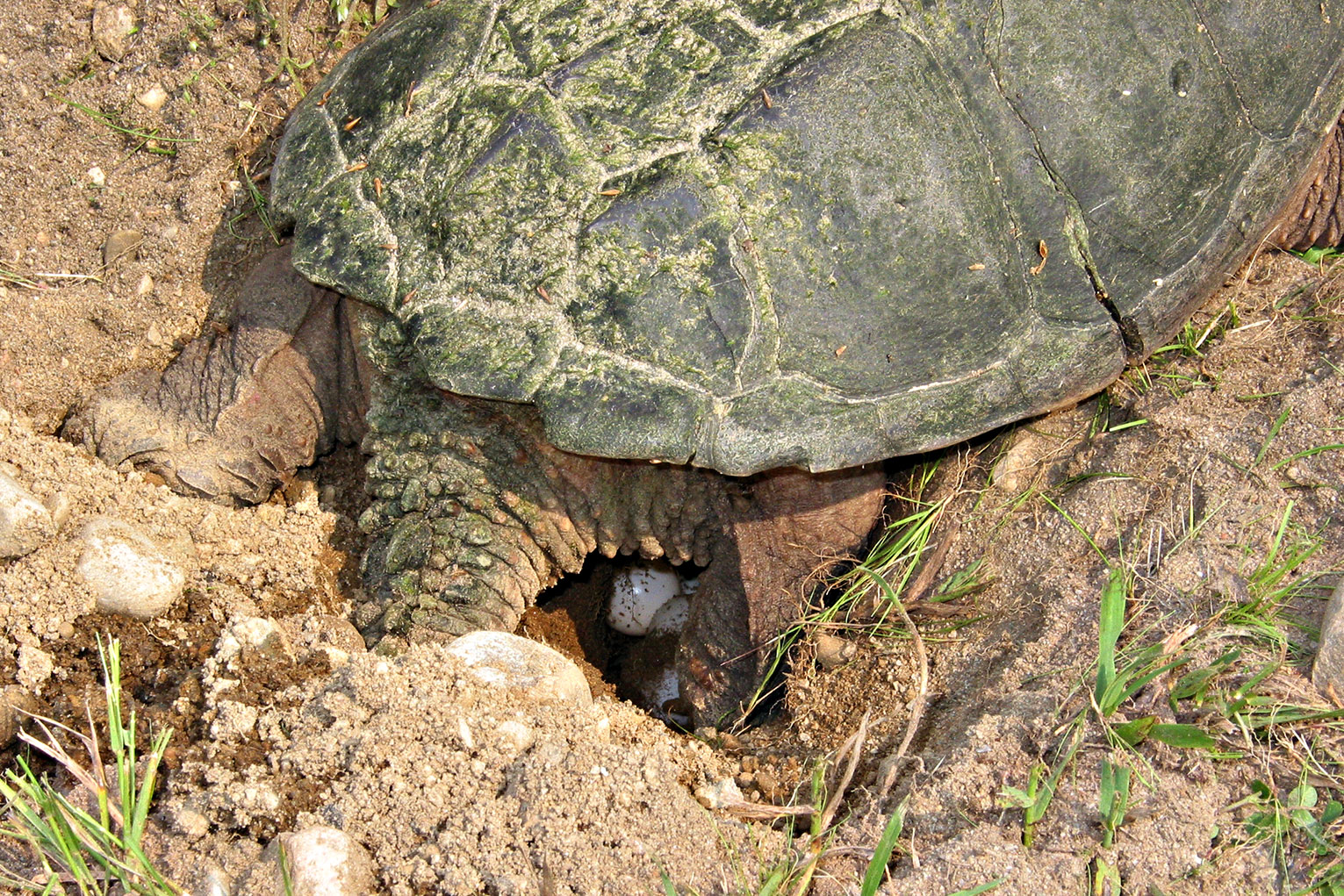
Weibchen bei der Eiablage

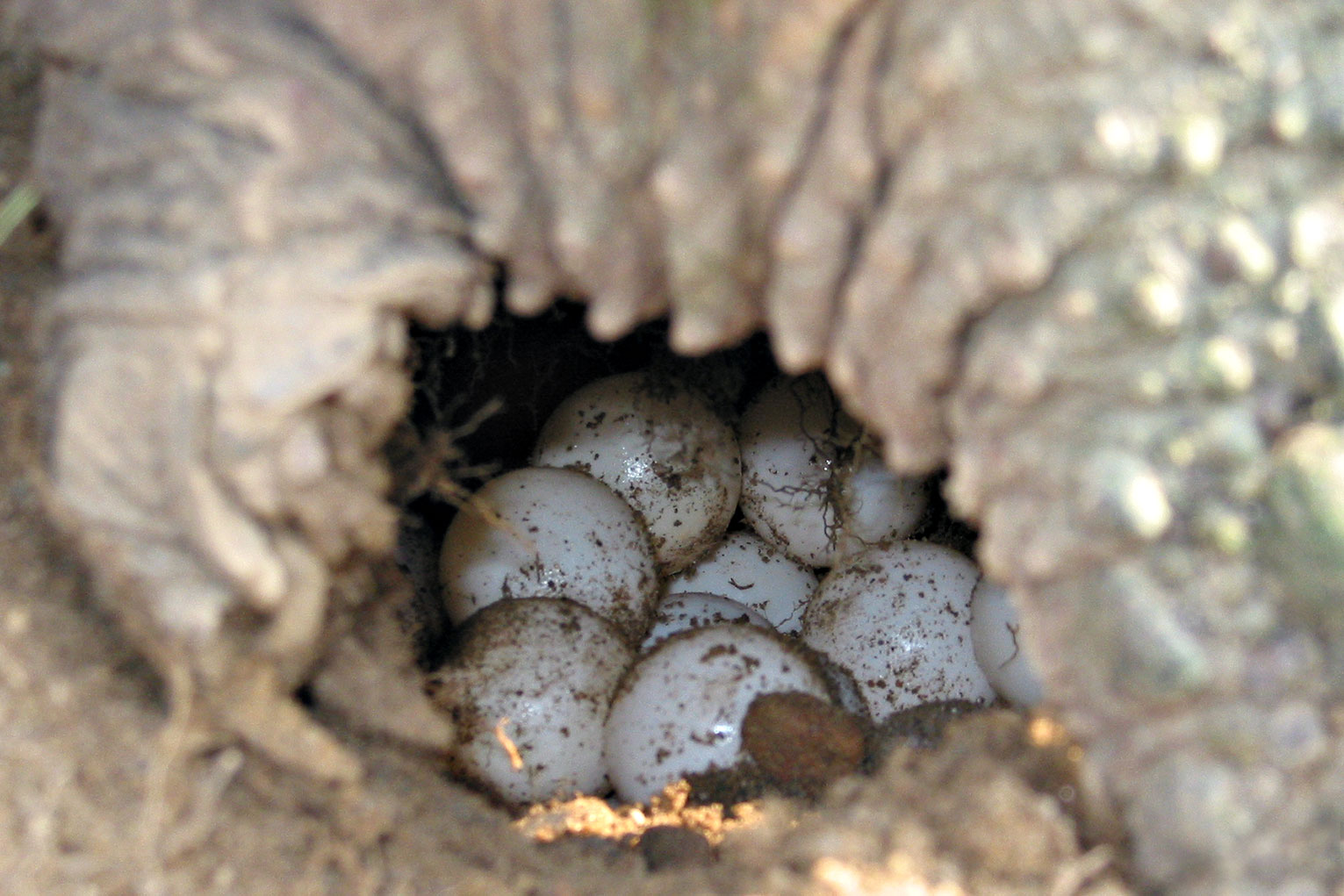
Eier der Schnappschildkröte

Die Geschlechtsreife der Tiere ist wahrscheinlich mit einer Körpergröße von 20 cm erreicht. Bei der Paarung krallt sich das männliche Tier am Panzer des weiblichen Tieres fest und führt seinen aus der Kloake ausstülpbaren Penis in die Kloake des Weibchens ein. Die Paarungszeit ist abhängig vom Verbreitungsgebiet und fällt in den Zeitraum von April bis November. Die Eiablage erfolgt etwa zwei bis drei Monate später.
Die Weibchen graben zur Eiablage an einer sonnigen Stelle in lockerem Boden eine etwa 20 cm tiefe Kuhle, in die sie die 2 cm bis 3 cm großen, kugelförmigen Eier ablegen. Das Gelege umfasst in der Regel zwischen zehn und dreißig Eier. Sehr große Gelege weisen in seltenen Fällen auch fünfzig Eier auf. Das Gelege wird dann mit Pflanzenresten und Erde bedeckt. Die 4 cm bis 5 cm großen Jungtiere schlüpfen je nach Wetter nach 9 bis 18 Wochen und wandern zum nächstgelegenen Gewässer.
Schnappschildkröten wachsen sehr langsam und haben in Gefangenschaft ein maximales Alter von 39 Jahren erreicht. Über ihr Höchstalter in freier Natur ist wenig bekannt; Langzeitdaten aus dem Algonquinpark in Ontario, Kanada, deuten aber darauf hin, dass die Tiere über hundert Jahre alt werden können.

## Haltung

### Haltung in Mitteleuropa
Die Handhabung von Schnappschildkröten ist, auch aufgrund der Aggressivität der Tiere, schwierig. Wenn sich die Tiere bedroht fühlen, können sie Menschen mit ihrem scharfen und spitzem Maul schnell verletzen. Schnappschildkröten am Schwanz zu greifen, ist problematisch; das Tier wird bei einer solchen Behandlung oft verletzt. Die Schnappschildkröte ist auch in der Lage, sich mit ihren bekrallten Vorder- und Hinterbeinen zu verteidigen. Das Tragen an den Hinterbeinen, mit vom Körper weggestrecktem Vorderteil, gilt als praktikabel. Zu bedenken ist auch, dass Schnappschildkröten ein stinkendes Sekret absondern, wenn sie sich bedroht fühlen.
Schnappschildkröten werden auch von Privatleuten in Mitteleuropa gehalten. Die bedeutende Größe der ausgewachsenen Tiere führt gelegentlich zum Aussetzen in die freie Wildbahn.

### Haltung in Deutschland
Seit 1999 gibt es in Deutschland ein allgemeines Handels-, Neubesitz- und Nachzuchtverbot (vgl. § 3 der Bundesartenschutzverordnung vom 25. Februar 2005). Eine Ausnahme hiervon besteht für Tierhaltungen unter zoologisch fachkundiger Leitung, die ganz oder überwiegend juristischen Personen des öffentlichen Rechts gehören. Weiterhin ist die Haltung Personen gestattet, die bereits vor 1999 Schnappschildkröten hielten und diese bei den Behörden gemeldet haben. 2024 wurden in Deutschland drei Schnappschildkröten gefunden und in die Reptilienauffangstation München gebracht, wo sich insgesamt 30 Schnappschildkröten befinden (Stand 2024).

## Unterarten
Für die Schnappschildkröte wird heute neben der Nominatform nur noch eine Unterart anerkannt. Zwei frühere Unterarten (Chelydra serpentina acutirostris Peters, 1862 und Chelydra serpentina rossignoni Mertens et al., 1934) werden heute als eigenständige Arten angesehen. Unterscheidungsmerkmale sind die Form der Panzer und die Farbe und Anzahl der Kieferbarteln.
- Chelydra serpentina serpentina Linnaeus, 1758 – Vorkommen: Kanada (Nova Scotia), mittlere und östliche USA (außerhalb der Bundesstaaten Florida und Georgia)
- Chelydra serpentina osceola Stejneger, 1918 – Vorkommen: USA (Bundesstaaten Georgia, Florida)

## Gefährdung
Die Schnappschildkröte ist in ihrem Verbreitungsgebiet allgemein nicht gefährdet. Das liegt wahrscheinlich auch an ihrer Anspruchslosigkeit in Bezug auf die Wasserqualität sowie der Annahme einer weiten Reihe von Beutetieren. Die Eier der Schnappschildkröte werden manchmal gesammelt, ihr Fleisch gilt als wohlschmeckend. In Amerika werden Schnappschildkröten für den menschlichen Verzehr gefangen.